# 白間美瑠
白間美瑠（日语：／ Shiroma Miru */?，1997年10月14日—）是日本女藝人、YouTuber，為女子偶像團體NMB48前成員，大阪府出身，所屬經紀公司為Fcontinue。2015年至2018年5月期間，兼任AKB48 Team A。2010年以NMB48一期生身分出道，2021年8月31日自NMB48畢業，為NMB48創團成員中最後一位畢業者。

## 經歷
2010年9月20日，白間參加NMB48一期生徵選會並合格。10月9日，於AKB48的野外演唱會「東京秋祭」中和其他的26名合格者首次登場，以NMB48成員身分正式出道。10月17日，與其他NMB48成员參與了於神戶國際會館舉辦的SKE48演唱會「这汗量不是闹着玩的」的最終日演出，並且和SKE48的成員們一同演唱了《馬路須加學園頂尖藍調》。12月18日，在大阪巨蛋舉辦的AKB48《Beginner》全國握手會活動中，以NMB48第1期研究生25名成員之一的身分進行了驚喜突擊現場演出，並演唱了歌曲《好想見你》。
2011年1月1日，大阪市難波的NMB48劇場正式落成，NMB48 1期生「為了誰」公演開始，白間以選拔成員16人之中的一人的身分劇場出道。3月10日，Team N正式組成，並在NMB48第1期研究生25名之中選出了16名成員，而白間亦是其中一員。7月16日，於「AKB48第24張單曲選拔猜拳大會」的NMB48預備戰中不敵肥川彩愛，在第四回戰出局，未能入選選拔成員。
2012年7月16日，於「AKB48第29張單曲選拔猜拳大會」的NMB48預備戰中再度不敵肥川彩愛，在第三回戰出局，未能入選選拔成員。
2013年9月18日，於「AKB48第34張單曲選拔猜拳大會」日本武道館的本戰中不敵大島涼花，在第二回戰出局，未能入選選拔成員。
2014年2月24日，於DiverCity東京舉辦的「AKB48集團大組閣祭」中，宣布所屬分隊由Team N轉至Team M。6月7日，於「AKB48第37張單曲選拔總選舉」中以17,745票獲得第43名，首次進入圈內並成為Next Girls的一員。8月8日，於幕張展覽館舉辦的「AKB48 Group 猜拳大會2014」NMB48預備戰中不敵山田菜菜，在第一回戰出局，未能參加日本武道館的本戰。9月17日，於「AKB48 Group 猜拳大會2014」中發表的AKB48第38張單曲《希望無限》的選拔成員，首次進入AKB48單曲選拔。9月30日，於「NMB48 Tour 2014 In Summer 世界的中心是大阪〜難波自治區〜」中，宣布和矢倉楓子共同擔任NMB48第10張單曲《真不像我》的Center，這也是白間首次擔任單曲的Center。
2015年3月26日，於埼玉超級競技場舉辦的「AKB48春季單獨演唱會～次期總現正修行中！～」演唱會上宣布新的組閣人事異動，獲宣布兼任AKB48 Team A。6月6日，於「AKB48第41張單曲選拔總選舉」中以21,577票獲得第34名，再次入選為Next Girls的一員。
2016年6月18日，於「AKB48第45張單曲選拔總選舉」中以29,983票獲得第24名，晉身為Under Girls的一員。10月18日，在神戶世界紀念館舉辦的NMB48六週年演唱會的「大組閣」中，宣布留任Team M。12月31日，於第67回NHK紅白歌合戰舉辦的AKB48夢之紅白選拔取得第15位。
2017年6月17日，於「AKB48第49張單曲選拔總選舉」中以41,491票獲得第12名，第一次成為總選舉的單曲選拔成員。。12月8日，於AKB48劇場12周年公演中的「組閣」中，宣布將解除AKB48 Team A的兼任。12月27日發行的NMB48第17張單曲《呵呵人類》，首次單獨擔任Center。
2018年4月1日，最後一次以AKB48成員身份參與AKB48單獨演唱會「Ja-Ba-
Ja是什麼」，並於5月16日的送別會公演後專任NMB48。6月21日，於「AKB48第53張單曲世界選拔總選舉」中以33,970票獲得第20名，為「Under Girls」。6月起，以練習生身分參加《PRODUCE 48》。8月31日，於韓國Mnet選秀節目《PRODUCE 48》，以94,386票取得第二十名成績，未能在節目中以12人女團出道。
2019年1月1日，於「2019年新春特別公演」的組閣中宣布留任Team M。2月20日發行的NMB48第20張單曲《在壁龕上端坐的女生》，由白間擔任Center。6月19日，發行個人第一本寫真集《LOVE RUSH》。8月14日發行的NMB48第21張單曲《回母校吧！》，為連續兩作擔任Center
2020年8月21日，舉行第一次個人演唱會。
2021年3月2日，於「NAMBATTLE ～不戰鬥就不是NMB！～ 決勝大會」（NAMBATTLE ～戦わなNMBちゃうやろっ!～ 決勝大会）上宣布畢業。5月30日，原定舉行畢業演唱會因疫情擴大影響延期。6月16日發行的NMB48第25張單曲《垂柳》，為白間的畢業單曲，這也是她最後一次擔任單曲的Center。7月9日，於Zepp Osaka Bayside舉行第二次個人演唱會。7月7日，發行畢業紀念寫真集《REBORN》。8月15日，在大阪城音樂廳舉行畢業演唱會「NMB48 白間美瑠畢業演唱會 ～Mirurun、Sarurun、謝謝大家～」（NMB48 白間美瑠卒業コンサート 〜みるるん、さるるん、ありがとう〜）。8月31日，於NMB48劇場舉行畢業公演，正式從NMB48畢業，結束十一年偶像生涯。11月12日，開設官方粉絲俱樂部「白間ん家」。
2022年1月14日，加入環球唱片。7月6日，以首張個人單曲《Shine Bright》，正式以個人歌手身份出道。11月30日，發布第二首單曲《MELTY》。
2023年5月25日，以solo歌手身份出演選秀節目《QUEENDOM PUZZLE》。6月7日，發行個人第三本寫真集《Aventure》。

## 人物

### 個人
- 加入NMB48前，曾在小學生導向流行雜誌《NicoPuchi（日语：ニコ☆プチ）》擔任讀者模特兒（日语：読者モデル）。
- 喜歡的食物有焦糖爆米花[1]、番茄醬、巧克力、咖哩飯與拉麵[54]。
- 有一位大4歲的姊姊與一位小6歲的弟弟[55]。
- 優點是個性開朗，興趣是溜冰[56]與一個人看電影，特技則是畫成員的肖像畫[1]。
- 將来的夢想是成為女演員[1]。

### NMB48相關
- 在NMB48劇場中使用的Catch phrase是「喂喂～喂喂～想看嗎？不想看嗎？是哪一個呢？（想看！）美瑠也會看著大家！大阪出身○歳、暱稱Mirurun的白間美瑠[註 1]。」
- 加入NMB48的契機：被朋友的媽媽勸誘而報名參加徵選並且入選，但其實白間小時候是不喜歡在眾人面前展現的性格，所以並沒有想過居然會成為偶像[57]。
- 與門脇佳奈子和木下春奈3人在《難波撫子》的最終回披露漫才[58]。

## 音樂作品
單曲
- 2022年7月6日：《Shine Bright》
- 2022年11月30日：《MELTY》

## 參與歌曲
- 標註「★」符號者表示該首歌曲有拍攝MV。

### AKB48家族單曲CD
NMB48
|      | 發行日期       | 單曲名稱                | 參與歌曲名稱                | 名義             | 收錄於        | MV | 備註                        |
| ---- | -------------- | ----------------------- | --------------------------- | ---------------- | ------------- | -- | --------------------------- |
| 01st | 2011年07月20日 | 絕滅黑髮少女            | 絕滅黑髮少女                |                  | 全版本        | ★  | A面曲 出道作品 首次進入選拔 |
| 01st | 2011年07月20日 | 絕滅黑髮少女            | 青春的單圈時間              |                  | Type-A Type-B |    |                             |
| 01st | 2011年07月20日 | 絕滅黑髮少女            | 久等了，新學期              | 紅組             | Type-B 劇場盤 | ★  |                             |
| 01st | 2011年07月20日 | 絕滅黑髮少女            | 三日月的背影                |                  | 劇場盤        |    |                             |
| 02nd | 2011年10月19日 | Oh My God!              | Oh My God!                  |                  | 全版本        | ★  | A面曲                       |
| 02nd | 2011年10月19日 | Oh My God!              | 我在等待                    |                  | 除劇場盤      |    |                             |
| 02nd | 2011年10月19日 | Oh My God!              | 捕食者們                    | 紅組             | Type-B 劇場盤 | ★  |                             |
| 02nd | 2011年10月19日 | Oh My God!              | 謊言的天秤                  | NMB Seven        | Type-C        |    |                             |
| 03rd | 2012年02月08日 | 純情U-19                | 純情U-19                    |                  | 全版本        | ★  | A面曲                       |
| 03rd | 2012年02月08日 | 純情U-19                | 向右轉!                     | 紅組             | Type-B 劇場盤 | ★  |                             |
| 04th | 2012年05月09日 | 海岸邊最可愛的女孩！    | 海岸邊最可愛的女孩！        |                  | 全版本        | ★  | A面曲                       |
| 04th | 2012年05月09日 | 海岸邊最可愛的女孩！    | 如果我再大膽一點            | 紅組             | Type-B 劇場盤 | ★  | 劇場盤為純音樂              |
| 05th | 2012年08月08日 | Virginity               | Virginity                   |                  | 全版本        | ★  | A面曲                       |
| 05th | 2012年08月08日 | Virginity               | 妄想女朋友                  |                  | 除劇場盤      | ★  |                             |
| 06th | 2012年11月07日 | 北川謙二                | 北川謙二                    |                  | 全版本        | ★  | A面曲                       |
| 07th | 2013年06月19日 | 我們的發現              | 我們的發現                  |                  | 全版本        | ★  | A面曲                       |
| 07th | 2013年06月19日 | 我們的發現              | 如觸不到卻碰得到            |                  | 全版本        |    |                             |
| 07th | 2013年06月19日 | 我們的發現              | 在雛壇上發揮不了我的魅力    | 難波鐵砲隊其之參 | Type-C        |    | 首次擔任Center              |
| 08th | 2013年10月02日 | 大蔥鴨們                | 大蔥鴨們                    |                  | 全版本        | ★  | A面曲                       |
| 09th | 2014年03月26日 | 高山上的蘋果            | 高山上的蘋果                |                  | 全版本        | ★  | A面曲                       |
| 09th | 2014年03月26日 | 高山上的蘋果            | 去爬山吧                    | 難波鐵砲隊其之伍 | Type-C        | ★  | Center                      |
|      | 2014年06月21日 | 伊維薩女孩              | 伊維薩女孩                  |                  | 數位下載      | ★  | [ 註 3 ]                    |
| 10th | 2014年11月05日 | 真不像我                | 真不像我                    |                  | 全版本        | ★  | A面曲 Center                |
| 10th | 2014年11月05日 | 真不像我                | 右手上的戒指                | Team M           | Type-B        | ★  |                             |
| 11th | 2015年03月31日 | Don't look back!        | Don't look back!            |                  | 全版本        | ★  | A面曲                       |
| 11th | 2015年03月31日 | Don't look back!        | 畢業旅行                    |                  | 全版本        |    |                             |
| 11th | 2015年03月31日 | Don't look back!        | 內心，叫喊                  | Team M           | Type-B        | ★  | Center                      |
| 12th | 2015年07月15日 | 榴槤少年                | 榴槤少年                    |                  | 全版本        | ★  | A面曲                       |
| 12th | 2015年07月15日 | 榴槤少年                | 只屬於我的Secret time       | Team M           | Type-B        | ★  | Center                      |
| 13th | 2015年10月07日 | Must be now             | 單戀不如回憶                |                  | 全版本        | ★  |                             |
| 13th | 2015年10月07日 | Must be now             | Good-bye, Guitar            | Team M           | Type-B        | ★  | Center                      |
| 14th | 2016年04月27日 | 輕咬少女                | 輕咬少女                    |                  | 全版本        | ★  | A面曲                       |
| 14th | 2016年04月27日 | 輕咬少女                | 趕緊戀愛                    | Team M           | Type-B        | ★  | Center                      |
| 15th | 2016年08月03日 | 我不在                  | 我不在                      |                  | 全版本        | ★  | A面曲                       |
| 15th | 2016年08月03日 | 我不在                  | 最後的五尺圓球              | Team M           | Type-B        | ★  | Center                      |
| 16th | 2016年12月28日 | 除我之外的人            | 除我之外的人                |                  | 全版本        | ★  | A面曲                       |
| 16th | 2016年12月28日 | 除我之外的人            | 恋爱是灾难                  | Team M           | Type-B        | ★  |                             |
| 17th | 2017年12月27日 | 呵呵人类                | 呵呵人类                    |                  | 全版本        | ★  | A面曲 Center                |
| 17th | 2017年12月27日 | 呵呵人类                | 真正的自己之境界线          | Team M           | Type-B        | ★  |                             |
| 18th | 2018年4月4日   | 欲望者                  | 欲望者                      |                  | 全版本        | ★  | A面曲                       |
| 18th | 2018年4月4日   | 欲望者                  | 成語女孩                    | Team M           | Type-B        | ★  | Center                      |
| 18th | 2018年4月4日   | 欲望者                  | 誤解                        |                  | 劇場盤        |    | 與矢倉楓子合唱              |
| 19th | 2018年4月4日   | 即使是我也會哭泣的啊    | 即使是我也會哭泣的啊        |                  | 全版本        | ★  | A面曲                       |
| 19th | 2018年4月4日   | 即使是我也會哭泣的啊    | True Purpose                | Team M           | Type-B        | ★  | Center                      |
| 20th | 2019年2月20日  | 在壁龕上端坐的女生      | 在壁龕上端坐的女生          |                  | 全版本        | ★  | A面曲 Center                |
| 20th | 2019年2月20日  | 在壁龕上端坐的女生      | 說謊的理由                  | Team M           | Type-B        | ★  | Center                      |
| 20th | 2019年2月20日  | 在壁龕上端坐的女生      | 粉色的世界                  |                  | Type-D        | ★  | Center                      |
| 20th | 2019年2月20日  | 在壁龕上端坐的女生      | 第二道門                    |                  | 劇場盤        |    |                             |
| 21st | 2019年8月14日  | 回母校吧！              | 回母校吧！                  |                  | 全版本        | ★  | A面曲 Center                |
| 21st | 2019年8月14日  | 回母校吧！              | 呯呯 呯呯呯嘭               | Team M           | Type-B        | ★  | Center                      |
| 22nd | 2019年11月6日  | 初戀至上主義            | 初戀至上主義                |                  | 全版本        | ★  | A面曲                       |
| 22nd | 2019年11月6日  | 初戀至上主義            | 真正面                      | Team M           | Type-B        |    | Center                      |
| 23rd | 2020年8月19日  | 因為因為因為            | 因為因為因為                |                  | 全版本        | ★  | A面曲                       |
| 23rd | 2020年8月19日  | 因為因為因為            | 青春是Brass Band            | Team M           | Type-B        |    | Center                      |
| 23rd | 2020年8月19日  | 因為因為因為            | 不要做                      |                  | 全版本        | ★  | 獨唱曲                      |
| 24th | 2020年11月18日 | 戀愛之類的No Thank You! | 戀愛之類的No Thank You!     |                  | 全版本        | ★  | A面曲                       |
| 24th | 2020年11月18日 | 戀愛之類的No Thank You! | 我的朋友 你正在全力奔跑嗎？ | Team M           | Type-B        |    | Center                      |
| 24th | 2020年11月18日 | 戀愛之類的No Thank You! | I Love豬肉包                |                  | 全版本        |    |                             |
| 25th | 2021年6月16日  | 垂柳                    | 垂柳                        |                  | 全版本        | ★  | A面曲 Center                |
| 25th | 2021年6月16日  | 垂柳                    | 陷阱                        |                  | Type-A        |    |                             |
| 25th | 2021年6月16日  | 垂柳                    | 一如往常的椅子              |                  | 劇場盤        |    | 畢業獨唱曲                  |

AKB48
|      | 發行日期       | 單曲名稱           | 參與歌曲名稱       | 名義          | 收錄於        | MV | 備註                    |
| ---- | -------------- | ------------------ | ------------------ | ------------- | ------------- | -- | ----------------------- |
| 27th | 2012年08月29日 | 格子花紋           | 那一天的風鈴       | Waiting Girls | 劇場盤        |    |                         |
| 29th | 2012年12月05日 | 永遠的壓力         | HA!                | NMB48         | Type-B        | ★  |                         |
| 34th | 2013年12月11日 | 倘若在梧桐樹什麼的 | 遇見你之後我變了   | NMB48         | Type-N        | ★  |                         |
| 35th | 2014年02月26日 | 勇往直前           | 比起昨天更喜歡你   | Smiling Lions | Type-C 劇場版 | ★  |                         |
| 37th | 2014年08月27日 | 心意告示牌         | 一個夏季的反抗期   | Next Girls    | Type A        | ★  |                         |
| 38th | 2014年11月26日 | 希望無限           | 希望無限           |               | 全版本        | ★  | A面曲 首次進入AKB48選拔 |
| 39th | 2015年03月04日 | Green Flash        | 混混搖滾           |               | Type-S        | ★  |                         |
| 39th | 2015年03月04日 | Green Flash        | 龐克搖滾           | NMB48         | Type-N        | ★  |                         |
| 41st | 2015年08月26日 | Halloween Night    | 水中傳導率         | Next Girls    | Type-C Type-D | ★  |                         |
| 42nd | 2015年12月09日 | 紅唇Be My Baby     | 溫柔的place        | Team A        | Type-A        | ★  |                         |
| 42nd | 2015年12月09日 | 紅唇Be My Baby     | 班花的選擇         | 玲奈七選拔    | Type-B        | ★  |                         |
| 43rd | 2016年03月09日 | 你就是旋律         | 緊抓不放的青春     | NMB48         | Type-B        | ★  |                         |
| 43rd | 2016年03月09日 | 你就是旋律         | 獻給M.T.           | Team A        | 劇場盤        |    |                         |
| 44th | 2016年06月01日 | 不需要翅膀         | 不需要翅膀         |               | 全版本        | ★  | A面曲                   |
| 44th | 2016年06月01日 | 不需要翅膀         | Set me free        | Team A        | Type-A Type-B | ★  |                         |
| 45th | 2016年08月31日 | LOVE TRIP/分享幸福 | 光與影的每一天     |               | 全版本        | ★  |                         |
| 45th | 2016年08月31日 | LOVE TRIP/分享幸福 | 傳說的魚           | Under Girls   | Type-A        | ★  |                         |
| 46th | 2016年11月16日 | High Tension       | 又考慮了你的事情   | Team Vocal    | 劇場盤        |    |                         |
| 47th | 2017年03月15日 | Shoot Sign         | Shoot Sign         |               | 全版本        | ★  | A面曲                   |
| 47th | 2017年03月15日 | Shoot Sign         | 午夜的逞強         | NMB48         | Type-B        | ★  | Center                  |
| 48th | 2017年05月31日 | 空有願望           | 空有願望           |               | 全版本        | ★  | A面曲                   |
| 48th | 2017年05月31日 | 空有願望           | 明滅女人香         |               | Type-B        | ★  |                         |
| 49th | 2017年08月30日 | ＃就是喜歡你       | ＃就是喜歡你       |               | 全版本        | ★  | A面曲                   |
| 49th | 2017年08月30日 | ＃就是喜歡你       | 不放棄             |               | Type-E        | ★  |                         |
| 50th | 2017年11月22日 | 11月的腳鏈         | 11月的腳鏈         |               | 全版本        | ★  | A面曲                   |
| 50th | 2017年11月22日 | 11月的腳鏈         | 出乎意料的故事     | 主唱選拔      | 劇場盤        |    |                         |
| 51st | 2018年3月14日  | Ja-Ba-Ja           | Ja-Ba-Ja           |               | 全版本        | ★  | A面曲                   |
| 51st | 2018年3月14日  | Ja-Ba-Ja           | 犯蠢               | NMB48         | Type-B        | ★  |                         |
| 52nd | 2018年5月30日  | Teacher Teacher    | Teacher Teacher    |               | 全版本        | ★  | A面曲                   |
| 53rd | 2018年9月19日  | 感傷列車           | 涼鞋成就不了的愛情 | Under Girls   | 全版本        | ★  |                         |
| 54th | 2018年11月28日 | NO WAY MAN         | NO WAY MAN         |               | 全版本        | ★  | A面曲                   |
| 55th | 2019年3月13日  | 回憶上心頭DAYS     | 回憶上心頭DAYS     |               | 全版本        | ★  | A面曲                   |
| 56th | 2019年9月18日  | 持續愛你           | 持續愛你           |               | 全版本        | ★  | A面曲                   |
| 57th | 2020年9月18日  | 感謝失戀           | 感謝失戀           |               | 全版本        | ★  | A面曲                   |
| 57th | 2020年9月18日  | 感謝失戀           | 愛過的人           |               | 劇場盤        |    |                         |

### AKB48家族專輯CD
NMB48
|      | 發行日期       | 專輯名稱                        | 參與歌曲名稱                   | 名義       | 收錄於        | 備註   |
| ---- | -------------- | ------------------------------- | ------------------------------ | ---------- | ------------- | ------ |
| 01st | 2013年02月27日 | 尖端頂點之上！                  | 尖端頂點之上！                 |            | 全版本        |        |
| 01st | 2013年02月27日 | 尖端頂點之上！                  | 12月31日                       |            | 全版本        |        |
| 01st | 2013年02月27日 | 尖端頂點之上！                  | Lily                           | Team N     | Type-N 劇場盤 |        |
| 01st | 2013年02月27日 | 尖端頂點之上！                  | 鼻涕蟲的心                     | 超偶像選抜 | Type-M        |        |
| 02nd | 2014年08月13日 | 世界的中心是大阪 ～難波自治區～ | 伊維薩女孩                     |            | 全版本        |        |
| 02nd | 2014年08月13日 | 世界的中心是大阪 ～難波自治區～ | 「別在意學生手冊的照片」的法則 |            | 全版本        |        |
| 02nd | 2014年08月13日 | 世界的中心是大阪 ～難波自治區～ | 夏日催眠術                     | Team M     | Type-M        | Center |
| 02nd | 2014年08月13日 | 世界的中心是大阪 ～難波自治區～ | 最盛期                         |            | Type-M        | Center |
| 3rd  | 2017年8月2日   | 难波爱～现在、想到的事情～      | 竟然是新加坡                   |            | 全版本        | Center |
| 3rd  | 2017年8月2日   | 难波爱～现在、想到的事情～      | 难波爱                         |            | 全版本        |        |
| 3rd  | 2017年8月2日   | 难波爱～现在、想到的事情～      | 我沒有被愛過                   |            | 通常盤        | 獨唱曲 |

AKB48
|      | 發行日期       | 專輯名稱                     | 參與歌曲名稱                | 名義                    | 收錄於          | 備註 |
| ---- | -------------- | ---------------------------- | --------------------------- | ----------------------- | --------------- | ---- |
| 03rd | 2011年06月08日 | 就是在這裡                   | 就是在這裡                  | AKB48+SKE48+SDN48+NMB48 | 全版本          |      |
| 04th | 2012年08月15日 | 1830m                        | 藍天 不會寂寞嗎？           | AKB48+SKE48+NMB48+HKT48 | 全版本          |      |
| 06th | 2015年01月21日 | 這裡是羅德斯島、在這裡跳吧！ | 這裡是羅德斯島､在這裡跳吧！ |                         | Type-A          |      |
| 07th | 2015年11月18日 | 0與1之間                     | Clap                        | Team A                  | MILLION SINGLES |      |
| 08th | 2017年01月25日 | 點時成菁                     | 所有的進步                  |                         | 劇場盤          |      |
| 09th | 2018年01月24日 | 那個黎明，我們都知道         | 鞋帶的綁法                  |                         | 除劇場盤        |      |
| 09th | 2018年01月24日 | 那個黎明，我們都知道         | Mystery Line                |                         | Type-A          |      |

### 劇場公演分組曲
NMB48
| 公演名稱                           | 參與歌曲名稱   | 備註 |
| ---------------------------------- | -------------- | ---- |
| 研究生時期                         |                |      |
| NMB48 1期生「為了誰」公演          | 用飛吻擊落他！ |      |
| NMB48 1期生「為了誰」公演          | 制服真礙事     |      |
| Team N時期                         |                |      |
| Team N 1st Stage「為了誰」公演     | 用飛吻擊落他！ |      |
| Team N 1st Stage「為了誰」公演     | 制服真礙事     |      |
| Team N 2nd Stage「青春女孩」公演   | 雨中動物園     |      |
| Team N 2nd Stage「青春女孩」公演   | 放浪之夏       |      |
| Team N 1st Stage「為了誰」復活公演 | 用飛吻擊落他！ |      |
| Team N 1st Stage「為了誰」復活公演 | 制服真礙事     |      |
| Team N 3rd Stage「天使在這裡」公演 | 新的拖鞋       |      |
| Team N 3rd Stage「天使在這裡」公演 | 第一顆星星     |      |
| Team N 3rd Stage「天使在這裡」公演 | 即使100年前    |      |
| Team M時期                         |                |      |
| Team M 2nd Stage「RESET」公演      | 逆轉的王子殿下 |      |

兼任
| 公演名稱                         | 參與歌曲名稱 | 備註 |
| -------------------------------- | ------------ | ---- |
| 橫山Team A時期                   |              |      |
| Team A 7th Stage「獻給M.T.」公演 | She's gone   |      |

## 演出

### 電視劇
- 馬路須加學園4 第5、6話（2015年2月17日、24日，日本電視台）：飾演 白菊花[60]
- 馬路須加學園5（2015年8月25日－10月27日，日本電視台、Hulu）：飾演 白菊花[61]
- AKB LOVE NIGHT 戀工場（日语：AKBラブナイト 恋工場） 第2話《禁忌的惡作劇》（2016年4月21日，TELASA、朝日電視動畫）：飾演 文香（單篇主演）[62]
- AKB驚悚之夜　腎上腺素之夜 第15話《坑》（2015年11月26日，朝日電視台）：飾演 遙香（單篇主演）[63][64]
- 陪酒須加學園（2016年10月30日－2017年1月15日，日本電視台）：飾演 白菊花[65]
- 歷史秘話 第250回《愛と悲しみの大奥物語》（2016年5月6日，NHK綜合台）：飾演 月光院[66]
- 豆腐職業摔角（2017年1月22日－7月2日，朝日電視台）：飾演 白間美瑠／道頓堀白間[67][68]
- 便利商店★英雄〜你的SOS收到了！！ 最終話（2022年12月14日，關西電視台）：飾演 福山[69]
- 極限夫婦 第2章「玉川夫婦的場合」（2024年2月9日－23日，關西電視台）：飾演 飯島由香[70]

### 電視綜藝
- PIRAMEKINO640「カプリコ一発ギャグ選手権」（2015年1月－9月30日，東京電視台）
- 發現！仰天！首映！！！週六不行喲！（2015年6月13日－2021年10月2日，讀賣電視台）
- 第1集（2019年4月22日－5月20日、6月16日－7月7日，朝日放送電視台）：飾演 白間美瑠[71]
  - シーズン1 #6 ミステリードラマ「ジョジュと陸のあとだしミステリファイル」（5月27日）：飾演 阿笠ジョジュ
  - シーズン1 #12 刑事ドラマ「刑事たち」（7月7日）：飾演 スケバン刑事
  - シーズン2 #12 マイナー部活青春ドラマ「連鎖がるっ!」（10月4日）：飾演 因幡果
- NMB48白間美瑠の金メダル獲ったんで!（2019年8月30日，朝視頻道1）[72][73]
- 銀シャリ&ジャルジャルで映画とってもろてん 全鰻監督 鰻を止めるな!（2021年5月14日，ABC電視台）：飾演 第一發現者[74]
- 東京電視台桌球塾開課囉（2022年2月5日－3月26日，東京電視台）- 1年級學生[75]
  - 東京電視台桌球塾～來打一拍吧～（2022年4月10日－，東京電視台）- VTR常規出演
- 古家正亨的K-Star學園（2022年3月13日－，BS12 TwellV）- 學生[76][77]

### 廣播節目
- 櫻橋919（2022年4月8日－2023年3月31日，大阪放送）- 星期五主持人[78]

### 選秀節目
- Queendom Puzzle（2023年6月13日－8月15日，Mnet）[79]

### MV
- Miyuu「Summer in love」（2024年）[80]

### 舞台劇
- 朗讀劇場「戀工場（日语：AKBラブナイト 恋工場）」（2016年9月23日，Bellesalle澀谷花園 C館）[81]
- 博多座開場20周年紀念公演「無仁義之戰〜她們（女人們）的殊死戰鬥篇～」（2019年11月16日－24日，博多座）：飾演 坂井鐵也（松方弘樹）[82]

### 電視廣告
- 江崎格力高 Giant Caplico/Caplico（2015年－2019年）- 與羅伯特（日语：ロバート (お笑いトリオ)）公演
  - 「デッカプリコキャンペーン」篇、「食べるとみせかけて」篇（2015年3月10日－）[83]
  - 「空からピカピカでっカプリコ」篇（2016年3月22日－）[84]
  - 「福がきた」篇（2017年3月－）[85]
  - 「こどもカプ式会社 しゃいん ぼしゅう」篇、「たいへんよくカプばりました」篇（2018年4月－）
  - 「カプロボX」篇（2019年3月－）
- CarBell（2017年－）
  - 新車市場／100元租車（2017年6月11日－）- 與《豆腐職業摔角》的合作廣告、以道頓堀白間的身分出演[86][87]

### 平面代言
- Right-on BHPC 品牌形象照（2022年9月13日－）- 秋季新作品牌模特兒[88]

### 網絡節目
- 今天喜歡上你了 第13彈（2018年11月26日－12月24日，ABEMA）- 見證人[89]
- みるるんのお絵かきスイーツ！（2020年9月5日－，cookpadlive）[90]
- TIMEX TV（2022年6月3日－，YouTube）- 助理[91]
- 我們結婚了5（2024年3月15日－5月17日，ABEMA）- VTR演出[92][93]

### 應用程式
- MAPLUS角色導航 MAPLUS「NMB48白間美瑠角色變更套組」（2019年9月20日－，Edia）[94]

### 活動
- KANSAI COLLECTION（大阪巨蛋）
  - 2017 AUTUMN & WINTER（2017年8月30日）[95]
  - 2019 AUTUMN & WINTER（2019年8月27日）[96]
  - 2020 SPRING & SUMMER（2020年3月1日）[97]
  - 2021 SPRING & SUMMER（2021年3月7日）[98]
  - 2021 AUTUMN & WINTER（2021年9月5日）[99]
  - 2022 SPRING & SUMMER（2022年3月5日）[100]
  - 2023 SPRING & SUMMER（2023年3月4日）[101]
  - 2024 SPRING & SUMMER（2024年3月20日）[102]
  - 2024 AUTUMN＆WINTER（2024年8月1日）[103]
  - 2025 SPRING & SUMMER（2025年3月2日）[104]
- SAPPORO COLLECTION
  - 2022 SPRING / SUMMER（2022年5月29日，札幌會議中心）[105]
  - 2022 AUTUMN / WINTER（2022年10月29日，北海道立綜合體育中心）- 特別來賓[106]
- 豆腐職業摔角 The REAL 2017 WIP CLIMAX in 後樂園會館（2017年8月29日，後樂園會館）：飾演 道頓堀白間[107]
- 豆腐職業摔角 The REAL 2018 WIP QUEENDOM in 愛知縣体育館（2018年2月23日，愛知縣体育館）：飾演 道頓堀白間[108]
- Snex/Sneaker Expo 2023 Yokohama（2023年12月16日，Pacifico橫濱）- MC[109]

## 書籍

### 寫真集
- LOVE RUSH（2019年6月19日，集英社）[110]
- REBORN（2021年7月7日，WANI BOOKS）[111]
- Aventure（2023年6月7日，集英社）[112]

### 雜誌連載
- 月刊娛樂 專欄「難波的女孩們」（2013年3月30日－）- 與吉田朱里共同連載
- Wandervogel「NMB48白間美瑠クライマー化計画！」（2019年3月9日－2020年1月10日，山與溪谷社）[113]
- SNOW ANGEL「ガールズスノーボーダーへの道」（2017年11月19日－2018年4月15日，MoVe、日之出出版）[114]

### 網絡連載
- Walkerplus「みるみる道場」（2021年5月13日－6月25日，角川雜誌）[115][116]